# Johann von Klenau
Johann von Klenau (Prága, 1758. április 13. – Brünn, 1819. október 6.) gróf, janovici báró, osztrák tábornok.

## Élete
1775-ben gyalogsági hadnagy, 1788-ban őrnagy és miután a franciák elleni háborúban Lüttichnél (1794), majd handschuhsheimnál (1795) kitüntette magát, ezredes, 1797-ben pedig vezérőrnagy lett. Aspern mellett az előőrsöt vezényelte, Wagramnál egy hadtest élén állott. Lipcsénél is vitézül harcolt és 1813-ban ő szállta meg Drezdát. 1815-ben vezénylő tábornokká nevezték ki Brünnbe. Nevezetes, hogy egy Csillag nevű magyar huszár kétszer mentette meg Kleanut nagy bajból. 1799-ben Genovánál a fogságból szabadította ki, 1809. július 9-én pedig a biztos haláltól mentette meg.